# Вальпараисо
Вальпараи́со (исп. Valparaíso) — город и морской порт в Чили. Административный центр области Вальпараисо, провинции Вальпараисо и одноимённой коммуны. Является центром городской агломерации Большой Вальпараисо. Население города — 296 655 человек (2017 год).
Территория — 401,6 км². Численность населения — 296 655 жителей (2017). Плотность населения — 738,7 чел./км².

## Название
Город назван так Хуаном де Сааведра, который считается первооткрывателем города. Дело в том, что родной город Хуана — Вальпараисо-де-Арриба (Valparaíso de Arriba). Но есть и другая версия возникновения названия Вальпараисо. Согласно ей, когда-то Джованни Баттиста, человек, который одним из первых проплыл вдоль Тихоокеанского побережья Латинской Америки, имел прозвище «Val del paraíso» или же «Valle del Paraíso». Это прозвище переводится как «райская долина». Трансформация этого прозвища и считается названием города Вальпараисо. Местные жители ласково называют свой город Вальпо.
У города Вальпараисо есть и другое название — Панчо (Pancho). Существует предание, согласно которому в 1846 году начато строительство церкви Сан-Франциско. Башню этой церкви было видно со всех мест Вальпараисо и моряки с берега тоже её видели. В этой башне располагалась и колокольня, а вершину украшал железный крест. Название Панчо этой башне дали морские пехотинцы. Вальпараисо ещё называют и «жемчужиной Тихого океана».

## Расположение
Город расположен в 104 км на северо-запад от столицы Чили города Сантьяго.
На юге с ним граничит коммуна Касабланка, на востоке — коммуна Килпуэ, а на северо-востоке — коммуна Винья-дель-Мар. Залив Вальпараисо находится с южной стороны города, там же располагается и Береговая Кордильера. Воды Тихого океана омывают город с западной и северной стороны.
Вальпараисо — основной порт Чили и второй по величине и по значению город страны. Город расположен амфитеатром на южном берегу залива Вальпараисо, на склонах Береговой Кордильеры.
В 1990 году с целью децентрализации власти из Сантьяго в Вальпараисо перемещён парламент — Национальный Конгресс Чили — в специально построенное здание. В Национальном Конгрессе происходит инаугурация президентов Чили.

## Достопримечательности
Занимая лишь узкую полосу земли между береговой линией и близлежащими холмами, его центр имеет извилистые мощёные улицы и окружён крутыми утёсами, домами предместий, раскинувшихся по склонам, к которым ведут многочисленные пешеходные дорожки, лестницы и фуникулёры. Городские музеи естествознания, искусства и Морской музей считаются одними из лучших в стране.
Муэлле Прат, недавно повторно построенный городской пирс, является рыночной областью, на которой можно приобрести товары и отдохнуть в многочисленных прибрежных ресторанчиках.
Вальпараисо — важный культурный центр Чили. Основные учебные заведения: Католический университет, Технический университет Федерико Санта-Мария, консерватория, Военно-морская академия. Музей естественной истории, библиотека «Северин».

## Наследие
Вальпараисо признан историческим наследием ЮНЕСКО в 2003 году. Вальпараисо украшают мощёные улицы и дома, что создаёт неповторимый дух старины.
Центр города Вальпараисо находится недалеко от порта. Площадь Сотомайор уже давно стала ориентиром центра. На этой площади находится памятник капитану Артуро Пратта, который также является и мавзолеем. Кроме того, на площади расположены морское министерство и памятник павшим героям Тихоокеанской войны (1879-1883).
В городе Вальпараисо расположены различные музеи искусства, а также знаменитый Морской музей.

## История
Порт города Вальпараисо имеет свою древнюю историю. Ещё в те времена, когда не существовал Панамский канал, на юге Тихого океана порт Вальпараисо был самым крупным портом. Испанцы начали колонизировать южную часть Латинской Америки именно с этой точки. Колонизаторы вытеснили индейцев, но, в то же время, продолжали борьбу с ними. Эта борьба продолжалась довольно долгий период времени, примерно до середины XIX века. Вальпараисо — это очень удобная отправная точка в плане географического расположения. Самой древней частью порта Вальпараисо считается Муэль-Прат, где впервые в 1536 году высадился Диего де Альмагро вместе со своими людьми.
История города Вальпараисо наложила отпечаток на его архитектуру. Уже с 1559 года и по 1615 год пираты (англичане, голландцы, сэр Фрэнсис Дрейк, сэр Ричард Хокинс, Томас Кавендиш и Оливер Ван Ноорт) не раз грабили Вальпараисо, захватывая золото, которое привозили сюда из Перу. Это стало причиной того, что тогдашний губернатор Чили Мартин Гарсия де Лойола в 1594 году стал сооружать защитные укрепления для города.
Во второй половине восемнадцатого века был увеличен экспорт из порта. В Перу были направлены такие продукты, как сало, вино, шкуры, сыры.
В 1730 году в городе Вальпараисо насчитывалось около ста домов и четырёх церквушек. В XIX веке Чили получило независимость от Испании, и в Вальпараисо стали прибывать эмигранты главным образом из Европы (Англии, Германии, Франции, а также Соединенных Штатов Америки, Хорватии, Греции). Люди из разных стран приезжали сюда из-за возможности торговли и наличия крупнейшего порта в южном полушарии.
В 1837 году здесь основана религиозная община французского языка, ставшая первой частной школой в Латинской Америке. Американский архитектор Джон Браун построил в Вальпараисо здание таможни. Французский архитектор Люсьен Эно построил шоколадную фабрику «Hucke». А в 1858 году открыта церковь святого Павла.
31 марта 1866 года порт взорван из-за войны против Испании. Со дня обретения независимости порт Вальпараисо стал свободным портом, одной из важнейших точек Тихого и Атлантического океанов.
16 августа 1906 года в городе Вальпараисо произошло мощное землетрясение, унёсшее жизни около 3000 человек. Город был наполовину разрушен, из-за чего стали рассматривать возможность использования других строительных материалов. Именно в этот период времени в городе Вальпараисо стали строить новые здания, по сей день являющиеся его достопримечательностями.
В Вальпараисо есть несколько общественных спортивных объектов и объектов, в том числе растущая сеть велосипедных маршрутов.

## Экономика
Крупнейший морской порт страны. Главная военно-морская база Чили. Экономическая деятельность сконцентрирована в узкой полосе вдоль залива, в то время как жилые районы расположены на крутых склонах холмов, которые прилегают к городу. Вальпараисо имеет огромное значение как для Чили, так и для всей Латинской Америки. Так как Вальпараисо — это крупный порт, военно-морская база Чили, здесь развиты такие отрасли промышленности как машиностроение, легкая промышленность, химическая промышленность, металлообрабатывающая промышленность и другие.

## Транспорт
Город Вальпараисо расположен на холмах с крутыми склонами, поэтому здесь с конца XIX века стали активно строить фуникулёры. В городе сохранилось шестнадцать фуникулёров: пять из них принадлежат городу, остальными владеют четыре частные компании. Каждый фуникулёр имеет своё собственное имя.
Фуникулёры — не единственное средство для передвижения по городу. Здесь есть также и такой общественный транспорт, как троллейбусы. Троллейбусная система Вальпараисо известна тем, что в ней находятся в пассажирской эксплуатации самые старые троллейбусы в мире (выпущенные в 1946—1952 годах). Хотя сейчас есть некоторые проблемы с этими транспортными средствами, они решаются как частными компаниями, так и властями города, отчасти благодаря тому, что троллейбусы объявлены «национальным достоянием Чили».

## Известные люди из Вальпараисо
В Вальпараисо родились бывший президент Сальвадор Альенде, генерал Аугусто Пиночет, поэт Серхио Кастильо, музыкант Том Арайа, хранитель Мироточивой Иконы Иверской Божией Матери Иосиф Муньос-Кортес, писатели Хоакин Эдвардс Бельо и Эдуардо де ла Барра, политический и государственный деятель Мануэль Камило Виал.

## Климат
Здесь присутствует средиземноморский и субтропический климат. Зима довольно мягкая и дождливая, лето тёплое и сухое. Зимой температура воздуха не падает ниже 14 °C (но однажды температура около 5 °C была зафиксирована в июле). Летом температура воздуха обычно не превышает 30 °C. Максимальная температура, зафиксированная в городе Вальпараисо — 36 °C. За год в городе Вальпараисо выпадает 480 мм осадков.

## Демография
Хотя Вальпараисо только 6-й по величине город Чили с населением 263 499 человек (275 982 в муниципалитете), столичный округ Большой Вальпараисо, включающий соседние города Винья-дель-Мар, Конкон, Квилпу и Вилла Алемана, является вторым по величине в стране (803 683 жителя).
Согласно переписи 2002 года Национального института статистики (INE), коммуна Вальпараисо занимает площадь 401,6 км2 и насчитывает 275 982 жителя (135 217 мужчин и 140 765 женщин). Из них 275 141 (99,7 %) проживали в городских районах и 841 (0,3 %) в сельской местности. В период между переписями 1992 и 2002 годов население сократилось на 2,4 % (6858 человек).
Согласно сведениям, собранным в ходе переписи 2017 г. Национальным институтом статистики (INE), население коммуны составляет:
| Полное население                          | Полное население                          | Полное население                          | Полное население                          | Полное население                          | 296 655 |
| ----------------------------------------- | ----------------------------------------- | ----------------------------------------- | ----------------------------------------- | ----------------------------------------- | ------- |
| в том числе:                              | Городское население                       | 295 918                                   | Процент городского населения, %           | 99,75                                     |         |
|                                           | Сельское население                        | 737                                       | Процент сельского населения, %            | 0,25                                      |         |
|                                           | Мужское население                         | 144 945                                   | Процент мужского населения, %             | 48,86                                     |         |
|                                           | Женское население                         | 151 710                                   | Процент женского населения, %             | 51,14                                     |         |
| Плотность населения, чел/км²              | Плотность населения, чел/км²              | Плотность населения, чел/км²              | Плотность населения, чел/км²              | Плотность населения, чел/км²              | 738,7   |
| Население коммуны в % к населению области | Население коммуны в % к населению области | Население коммуны в % к населению области | Население коммуны в % к населению области | Население коммуны в % к населению области | 16,34   |

| Динамика изменения населения коммуны | Динамика изменения населения коммуны | Динамика изменения населения коммуны | Динамика изменения населения коммуны |
| ------------------------------------ | ------------------------------------ | ------------------------------------ | ------------------------------------ |
| 1992                                 | 2002                                 | 2012                                 | 2017                                 |
| 282 840                              | 275 982▼                             | 294 848▲                             | 296 655▲                             |

## Важнейшие населенные пункты
Важнейшие населенные пункты
| № | Населённый пункт      | Населённый пункт (исп.) | Категория | Население чел. (2002) | На карте                        |
| - | --------------------- | ----------------------- | --------- | --------------------- | ------------------------------- |
| 1 | Вальпараисо           | Valparaíso              | город     | 263499                | 33°02′45″ ю. ш. 71°37′11″ з. д. |
| 2 | Пласилья-де-Пеньюэлас | Placilla de Peñuelas    | город     | 10811                 | 33°06′54″ ю. ш. 71°34′05″ з. д. |
| 3 | Лагуна-Верде          | Laguna Verde            | поселок   | 831                   | 33°07′13″ ю. ш. 71°40′26″ з. д. |
| 4 | Кебрада-Верде         | Quebrada Verde          | поселок   | 168                   | 33°04′45″ ю. ш. 71°38′42″ з. д. |
| 5 | Вилья-Лос-Аламос      | Villa Los Álamos        | поселок   | 126                   | 33°09′00″ ю. ш. 71°33′39″ з. д. |
| 6 | Вилья-Дон-Бальби      | Villa Don Balbi         | поселок   | 116                   | 33°08′04″ ю. ш. 71°39′27″ з. д. |
| 7 | Ла-Лагуна             | La Laguna               | поселок   | 60                    | 33°06′01″ ю. ш. 71°39′45″ з. д. |
| 8 | Эль-Саусе             | El Sauce                | поселок   | 58                    | 33°07′20″ ю. ш. 71°38′21″ з. д. |
| 9 | Лас-Таблас            | Las Tablas              | поселок   | 54                    | 33°10′16″ ю. ш. 71°32′49″ з. д. |

## Города-побратимы
- Кордоба, Аргентина
- Овьедо, Испания
- Малакка, Малайзия
- Лонг-Бич, Калифорния, США
- Шанхай, Китай
- Новороссийск (Россия), с 1968 года
- Пусан (Республика Корея), с 1999 года
- Одесса (Украина), с 1999 года
- Сан-Франциско, Калифорния, США
- Барселона, Испания с 2001 года[13]
- Росарио, Аргентина[14]
- Бат-Ям, Израиль
- Кальяо, Перу
- Себу, Филиппины
- Кванъян, Республика Корея с 2010 года
- Мерсин, Турция
- Салвадор, Бразилия